# Amber Maximus
Amber Maximus est une joueuse de football belge née le 12 janvier 1997 en Belgique.

## Biographie
Lors de la saison 2021-2022, elle devient championne de Belgique avec le RSC Anderlecht.